# رستم غادشييف
رستم غادشييف (بالروسية: Рустам Гаджиев)‏ هو لاعب كرة قدم روسي في مركز الدفاع، ولد في 13 يناير 1978 في محج قلعة في روسيا. لعب مع أنجي محج قلعة ودينامو بارنول ونادي دينامو الداغستاني.